# Amelie Lens
Amelie Lens (Vilvoorde, 1990. május 31. –) belga női lemezlovas, zenei producer és korábbi modell, valamint a Lenske lemezkiadó tulajdonosa.
Antwerpenben járt művészeti iskolába, 15 éves kora óta foglalkozik elektronikus zenével. Ezt követően felfedezte egy modellügynökség, és néhány évig főállású modellként dolgozott, többek között Jean-Paul Gaultiernek és a H&M-nek is. Ezalatt kezdett lemezlovaskodni, főként minimal techno műfajban. 2014-től főállású DJ-ként tevékenykedik. Saját kiadóját (Lenske) 2018-ban alapította meg.
Partnere Sam Deliaert, aki szintén lemezlovas.

## Diszkográfia
- 2016: Exhale
- 2016: Let it Go
- 2017: Contradiction
- 2017: Stay With Me
- 2017: Nel
- 2018: Amelie Lens & Farrago - Weight Of The Land
- 2018: Regal / Amelie Lens - INVOLVE 020
- 2018: Basiel
- 2019: Teach Me (Amelie Lens Remixes)
- 2019: Hypnotized
- 2019: Look What Your Love Has Done To Me Remixed
- 2019: Litte Robot
- 2019: Fabric Presents Amelie Lens
- 2020: Various - The Future
- 2020: Higher
- 2021: Amelie Lens & AIROD - Raver's Heart
- 2022: In My Mind